# Красняк біловусий
Красняк біловусий (Prionochilus percussus) — вид горобцеподібних птахів родини квіткоїдових (Dicaeidae).

## Поширення
Вид поширений в Південно-Східній Азії (Малайський півострів, Суматра, Ява, Калімантан та низка сусідніх дрібних островів). Його природні місця проживання — субтропічні або тропічні вологі низовинні ліси і субтропічні або тропічні мангрові ліси.

## Підвиди
Таксон включає три підвиди:
- Prionochilus percussus ignicapilla (Eyton) 1839
- Prionochilus percussus percussus (Temminck) 1826
- Prionochilus percussus regulus (Meyer de Schauensee) 1940